# 迪特马尔·丹纳
迪特马尔·丹纳（德語：Dietmar Danner，1950年11月29日—），德国前男子足球运动员，场上位置是中场。他曾代表西德国家队参加1976年欧洲足球锦标赛，结果队伍获得亚军。